# Uodalfrid
Uodalfrid (mort le 1er janvier 933) est chancelier de la Francie orientale et évêque d'Eichstätt de 912 à sa mort.

## Biographie
Uodalfrid est issu d'une riche famille noble de l'ouest de la Bavière. Il possède d'importants alleux à Sinzing et à Laaber ; il lèguera un hôpital à Eichstätt, les stifts de Heidenheim an der Brenz, Herrieden et Ilmmünster et l'église de Freising.
Uodalfrid est mentionné pour la première fois en 908 en tant que chancelier et notaire du roi Louis IV de Germanie puis de son successeur Conrad. Avec l'évêque de Mayence Hatton, il dirige la chancellerie de la cour. Mais le roi change son plan et le nomme successeur de l'évêque d'Eichstätt, Erchanbald. Il est mentionné comme chancelier pour la dernière fois le 23 août 912.
Pendant l'épiscopat d'Uodalfrid à Eichstätt, le souverain de Francie occidentale, Charles III le Simple, reçoit en 916 les reliques de Walburge pour son église du palais royal d'Attigny. La sainte est ainsi élevée comme patronne de l'Empire franconien contre les pillages des Normands.
Dans le conflit entre le roi Conrad et le duc de Bavière Arnulf, qui cherche dans le cadre de ses projets royaux une indépendance substantielle du royaume, Uodalfrid est aux côtés du roi. Le clergé soutient également fortement le roi au synode de Hohenaltheim en 916. Le 29 septembre 918, Konrad Ier confirme l’octroi des droits de marché, des monnaies, des droits de douane et des droits de fermeture pour la région d'Eichstätt accordé à son prédécesseur Erchanbald. Avec le même document, il redonne à Uodalfrid les droits de chasse et de forêt entre l'Altmühl et la Schutter. Le roi Conrad meurt le 23 décembre 918.
Lorsque le successeur de Conrad, le roi Henri, change de politique et accorde à Arnulf en 921 un poste de roi, y compris la souveraineté en matière ecclésiastique, Uodalfrid doit également œuvrer à la réconciliation avec le duc de Bavière, la partie orientale de son évêché se trouvant dans le margrave de Nordgau. Il prend part en janvier 932 au synode bavarois de Ratisbonne. En juillet 932, il envoie des émissaires au synode de Dingolfing, auquel il ne peut pas assister pour des raisons de santé.

## Source, notes et références
- Alfred Wendehorst, Das Bistum Eichstätt. Band 1: Die Bischofsreihe bis 1535, Reihe: Germania Sacra – Neue Folge 45, Berlin, 2006  (ISBN 9783110189711), p. 42–43.